# Al-Ahly Sporting Club 2015-2016
Questa voce raccoglie le informazioni riguardanti l'Al-Ahly Sporting Club nelle competizioni ufficiali della stagione 2015-2016.

## Stagione
Per la nuova stagione viene sfoltita la rosa per lasciar spazio ai nuovi acquisti. Le bombe di mercato per quanto concerne i biancorossi sono gli acquisti dei due neo-attaccanti classe 92' Malick Evouna e John Antwi, il primo conteso con i rivali dello Zamalek su cui poi hanno avuto la meglio i Diavoli rossi, ottenendo il passaggio del gabonese dal Wydad Casablanca per 2,5 milioni di euro (circa 19,6 milioni di sterline egiziane) e il secondo, acquistato dall'Al-Shabab per 900.000 euro. La società si è mossa anche per quanto riguarda il centrocampo e la difesa, prelevando Ahmed El Sheikh dal Misr Lel Makasa per 1 milione di euro e Saleh Gomaa dall'ENPPI per 800.000 euro, mentre fa ritorno in patria dopo un anno il giovane Ramy Rabia dallo Sporting Lisbona, per la modesta cifra di 750.000 euro. A titolo gratuito arriva Ahmed Fathi dall'Al-Shaab, Mohamed Hamdi dall'Al-Ittihad e l'egiziano Ahmed Hegazy dal club fiorentino. La società decide di dare un taglio più netto al reparto avanzato, lasciando partire 4 attaccanti e 4 centrocampisti, tra cui Mahmoud Hassan, in prestito all'Anderlecht per 1 milione di euro. Il 9 ottobre 2015 viene ufficializzato l'ingaggio del tecnico portoghese José Peseiro per la nuova stagione. Si parte con la Supercoppa d'Egitto giocata il 15 ottobre contro l'altra compagine del Cairo, lo Zamalek, sconfitto 3-2. I Diavoli rossi esordiscono sette giorni dopo in campionato contro l'El Geish, centrando il primo successo grazie al gol di Abdallah Said al 76'.
Nonostante i buoni risultati ottenuti dal coach portoghese tuttavia, l'Al-Ahly il 18 gennaio 2016 ufficializza la rescissione del contratto di quest'ultimo. La carica vacante verrà occupata dal tecnico olandese Martin Jol il 1 marzo, il quale, la settimana seguente, centrerà la sua prima vittoria contro il Petrojet per 2-0.

## Rosa
Rosa e numerazione prese dal sito di Transfermarkt.
| N. |                   | Ruolo | Calciatore                    |
| -- | ----------------- | ----- | ----------------------------- |
| 1  | Egitto (bandiera) | P     | Sherif Ekramy (Vice-capitano) |
| 2  | Egitto (bandiera) | D     | Sherif Hazem                  |
| 3  | Egitto (bandiera) | D     | Ramy Rabia                    |
| 5  | Egitto (bandiera) | D     | Ahmed Hegazy                  |
| 6  | Egitto (bandiera) | D     | Sabri Raheel                  |
| 7  | Egitto (bandiera) | D     | Hussein Sayed                 |
| 8  | Egitto (bandiera) | C     | Momen Zakaria                 |
| 9  | Egitto (bandiera) | A     | Amr Gamal                     |
| 10 | Egitto (bandiera) | A     | Emad Meteab (Vice-capitano)   |
| 11 | Egitto (bandiera) | C     | Walid Soliman                 |
| 12 | Egitto (bandiera) | D     | Basem Ali                     |
| 13 | Egitto (bandiera) | P     | Ahmed Adel Abd El-Moneam      |
| 14 | Egitto (bandiera) | C     | Hossam Ghaly (Capitano)       |
| 15 | Gabon (bandiera)  | A     | Malick Evouna                 |
| 16 | Egitto (bandiera) | P     | Mossad Awad                   |
| 17 | Egitto (bandiera) | C     | Amr El-Soleya                 |
| 18 | Egitto (bandiera) | C     | Ahmed El Sheikh               |

| N. |                   | Ruolo | Calciatore                    |
| -- | ----------------- | ----- | ----------------------------- |
| 19 | Egitto (bandiera) | C     | Abdallah Said                 |
| 20 | Egitto (bandiera) | D     | Saad Samir                    |
| 21 | Egitto (bandiera) | A     | Ahmed Abd El-Zaher            |
| 22 | Egitto (bandiera) | C     | Saleh Gomaa                   |
| 23 | Egitto (bandiera) | D     | Mohamed Nagieb                |
| 24 | Egitto (bandiera) | D     | Ahmed Fathi                   |
| 25 | Egitto (bandiera) | C     | Hossam Ashour (Vice-capitano) |
| 29 | Ghana (bandiera)  | A     | John Antwi                    |
| 30 | Egitto (bandiera) | D     | Mohamed Hany                  |
| 32 | Egitto (bandiera) | C     | Ramadan Sobhy                 |
| 34 | Egitto (bandiera) | C     | Ahmed Hamdi                   |
| 35 | Egitto (bandiera) | C     | Ahmed Khairy                  |
| 36 | Egitto (bandiera) | A     | Karim Bambo                   |
| 37 | Egitto (bandiera) | A     | Mohamed Hamdi                 |

## Calciomercato

### Sessione estiva
| Acquisti | Acquisti        | Acquisti               | Acquisti                   |
| R.       | Nome            | da                     | Modalità                   |
| -------- | --------------- | ---------------------- | -------------------------- |
| A        | Malick Evouna   | Wydad Casablanca       | definitivo (2,5 milione €) |
| C        | Ahmed El Sheikh | Misr Lel Makasa        | definitivo (1 milione €)   |
| A        | John Antwi      | Al-Shabab              | definitivo (900.000 €)     |
| C        | Saleh Gomaa     | ENPPI                  | definitivo (800.000 €)     |
| D        | Ramy Rabia      | Sporting Lisbona       | definitivo (750.000 €)     |
| A        | Mohamed Hamdi   | Al-Ittihad Alessandria | gratuito                   |
| D        | Ahmed Hegazy    | Fiorentina             | gratuito                   |
| D        | Ahmed Fathi     | Umm-Salal              | gratuito                   |

| Cessioni | Cessioni           | Cessioni          | Cessioni               |
| R.       | Nome               | a                 | Modalità               |
| -------- | ------------------ | ----------------- | ---------------------- |
| A        | Mahmoud Hassan     | Anderlecht        | prestito (1 milione €) |
| D        | Louay Wael         | El-Entag El-Harby | gratuito               |
| C        | Mohamed Farouk     | Wadi Degla        | gratuito               |
| A        | Saladin Said       | MC Alger          | gratuito               |
| A        | Peter Ebimobowei   | El-Entag El-Harby | gratuito               |
| A        | Mohamed Nagy       | El-Entag El-Harby | gratuito               |
| C        | Islam Roshdi       | Haras El-Hodood   | prestito               |
| C        | Mohamed Rizk       | El Gaish          | prestito               |
| C        | Sherif Abdel-Fadil |                   | svincolato             |

### Sessione invernale
| Acquisti | Acquisti      | Acquisti | Acquisti |
| R.       | Nome          | da       | Modalità |
| -------- | ------------- | -------- | -------- |
| C        | Amr El-Soleya | Al-Shaab | gratuito |

| Cessioni | Cessioni           | Cessioni        | Cessioni |
| R.       | Nome               | a               | Modalità |
| -------- | ------------------ | --------------- | -------- |
| C        | Ahmed Khairy       | Misr Lel Makasa | gratuito |
| A        | Mohamed Hamdi      | Smouha          | prestito |
| A        | Karim Bambo        | Ismaily         | gratuito |
| D        | Sherif Hazem       | Smouha          | prestito |
| A        | Ahmed Abd El-Zaher | ENPPI           | prestito |

## Risultati

### Egyptian Premier League

#### Girone di andata
| Arbitro: | Ibrahim Nour Eldin |

|  |           |          |
|  | Marcatori | Said 76’ |

| Arbitro: | Mahmoud Ashour |

|                           |           |  |
| Said 39’ (rig.) Ghaly 83’ | Marcatori |  |

| Arbitro: | Mohamed Farouk |

|  |           |              |
|  | Marcatori | Meteab 92+2’ |

| Arbitro: | Mahmoud El Banna |

|  |           |          |
|  | Marcatori | Samy 58’ |

| Arbitro: | Mahmoud El Banna |

|  |           |                       |
|  | Marcatori | Gamal 37’ Zakaria 81’ |

| Arbitro: | Mohamed Hanafy |

|                                                                |           |                               |
| Evouna 21’ 45+2’ Rabia 28’, 58’ Gomaa 40’ Sobhy 42’ Meteab 77’ | Marcatori | Galal 23’ Agogo 39’ Salah 71’ |

| Arbitro: | Ibrahim Nour Eldin |

|                             |           |                        |
| Yasser 12’ Magdy 59’ (rig.) | Marcatori | Zakaria 27’ Evouna 79’ |

| Arbitro: | Ibrahim Nour Eldin |

|  |           |                                  |
|  | Marcatori | Kamar 25’ (rig.) Mohareb 61’ 87’ |

| Arbitro: | Mohamed Hanafy |

|                             |           |  |
| Evouna 28’, 63’ Gomaa 90+4’ | Marcatori |  |

| Il Cairo 26 dicembre 2015, ore 19:45 UTC+2 10ª giornata | Wadi Degla  | 0 – 0 referto | Al-Ahly | Petro Sport Stadium\| Arbitro: \| Samir Osman \| |
| Arbitro:                                                | Samir Osman |               |         |                                                  |

| Arbitro: | Mahmoud Ashour |

|                             |           |           |
| Zakaria 13’, 45’ Evouna 68’ | Marcatori | Nagib 33’ |

| Arbitro: | Mohamed Maarouf |

|  |           |            |
|  | Marcatori | Meteab 90’ |

| Arbitro: | Mohamed Sabahi |

|                                  |           |              |
| Zakaria 14’ Said 55’ (rig.), 74’ | Marcatori | Ashraf 90+1’ |

| Arbitro: | Tarek Magdi |

|           |           |                   |
| Marie 42’ | Marcatori | Farouk 77’ (aut.) |

| Arbitro: | Mohamed Farouk |

|            |           |  |
| Said 45+1’ | Marcatori |  |

| Arbitro: | Gehad Grisha |

|  |           |             |
|  | Marcatori | Antwi 45+1’ |

| Arbitro: | Viktor Kassai |

|                      |           |  |
| Evouna 57’ Gamal 90’ | Marcatori |  |

#### Girone di ritorno
| Suez 13 febbraio 2016, ore 16:00 UTC+2 18ª giornata | El Gaish          | 0 – 0 referto | Al-Ahly | Mubarak Stadium\| Arbitro: \| Ahmed El Ghandour \| |
| Arbitro:                                            | Ahmed El Ghandour |               |         |                                                    |

| Arbitro: | Ashraf Rashad |

|           |           |             |
| Yehia 49’ | Marcatori | Sobhy 90+7’ |

| Arbitro: | Mohamed Maarouf |

|                      |           |  |
| Said 64’ (rig.), 67’ | Marcatori |  |

| Arbitro: | Samir Osman |

|                     |           |          |
| Sobhy 43’ Gamal 77’ | Marcatori | Mido 59’ |

| Arbitro: | Mohamed Farouk |

|                      |           |  |
| Said 42’ Zakaria 79’ | Marcatori |  |

| Arbitro: | Mahmoud Ashour |

|                                 |           |                                                           |
| Rico 45+2’ (rig.) Cissé 49’ 57’ | Marcatori | Zakaria 17’ Fathy 22’ 45’ Abdelsalam 44’ (aut.) Gamal 78’ |

| Arbitro: | Gehad Grisha |

|                            |           |                               |
| Sobhy 69’ (rig.) Ghaly 88’ | Marcatori | Dao 4’ Caporia 32’ Mosaad 54’ |

| Arbitro: | Mahmoud El Banna |

|             |           |                                 |
| Mohareb 24’ | Marcatori | Said 35’ 68’ (rig.) Zakaria 78’ |

| Arbitro: | Ahmed El Ghandour |

|  |           |                                           |
|  | Marcatori | Rabia 38’ Zakaria 53’ 70’ Saad 80’ (aut.) |

| Arbitro: | Said Hamza |

|  |           |              |
|  | Marcatori | Mapuku 90+5’ |

| Arbitro: | Mohamed Hanafy |

|  |           |                                             |
|  | Marcatori | Rabia 40’ Evouna 42’ Said 45+3’ Zakaria 72’ |

| Arbitro: | Ibrahim Nour Eldin |

|                            |           |  |
| Magdy 58’ (aut.) Antwi 80’ | Marcatori |  |

| Arbitro: | Tarek Samy |

|  |           |                            |
|  | Marcatori | Evouna 21’ 42’ Zakaria 68’ |

| Arbitro: | Mahmoud El Banna |

|                |           |  |
| Evouna 64’ 69’ | Marcatori |  |

| Arbitro: | Ibrahim Nour Eldin |

|              |           |                         |
| Banahene 18’ | Marcatori | Ramadan 10’ Soliman 12’ |

| Arbitro: | Mahmoud Ashour |

|            |           |             |
| Meteab 34’ | Marcatori | El Alfy 79’ |

| Suez 9 luglio 2016, ore 21:30 UTC+2 34ª giornata | Zamalek           | 0 – 0 referto | Al-Ahly | Mubarak Stadium\| Arbitro: \| Svein Oddman Moen \| |
| Arbitro:                                         | Svein Oddman Moen |               |         |                                                    |

### Egypt Cup

#### Primo Turno
| Arbitro: | Mohamed Saber |

|                              |           |  |
| Fathy 11’ El Sheikh 61’, 64’ | Marcatori |  |

#### Ottavi di Finale
| Arbitro: | Abdelaziz El Sayed |

|                                 |           |                                   |
| Meteab 31’ (rig.) El-Soleya 67’ | Marcatori | Mohamed Farouk Benzema 84’ (rig.) |

#### Quarti di Finale
| Arbitro: | Ibrahim Nour Eldin |

|           |           |  |
| Samir 45’ | Marcatori |  |

#### Semifinali
| Arbitro: | Samir Osman |

|              |           |                       |
| El Shamy 29’ | Marcatori | Zakaria 82’ Samir 85’ |

#### Finale
| Arbitro: | Sàndor Andó-Szabó |

|                                    |           |                 |
| Morsi 20’, 25’ (rig.) M. Fathi 59’ | Marcatori | Said 33’ (rig.) |

### Supercoppa d'Egitto
| Arbitro: | Carlos Carballo |

|                           |           |                                          |
| Gaber 26’ Abdelmoneim 83’ | Marcatori | Said 45+5’ (rig.) 54’ (rig.) Zakaria 69’ |

## Statistiche
Statistiche aggiornate al 29 luglio 2018

### Statistiche di squadra
| Competizione            | Punti | In casa | In casa | In casa | In casa | In casa | In casa | In trasferta | In trasferta | In trasferta | In trasferta | In trasferta | In trasferta | Totale | Totale | Totale | Totale | Totale | Totale | DR  |
| Competizione            | Punti | G       | V       | N       | P       | Gf      | Gs      | G            | V            | N            | P            | Gf           | Gs           | G      | V      | N      | P      | Gf     | Gs     | DR  |
| ----------------------- | ----- | ------- | ------- | ------- | ------- | ------- | ------- | ------------ | ------------ | ------------ | ------------ | ------------ | ------------ | ------ | ------ | ------ | ------ | ------ | ------ | --- |
| Egyptian Premier League | 76    | 17      | 12      | 1       | 4       | 34      | 15      | 17           | 11           | 6            | 0            | 31           | 9            | 34     | 23     | 7      | 4      | 65     | 24     | +41 |
| Egypt Cup               | -     | 0       | 0       | 0       | 0       | 0       | 0       | 0            | 0            | 0            | 0            | 0            | 0            | 5      | 4      | 0      | 1      | 9      | 5      | +4  |
| Supercoppa d'Egitto     | -     | 0       | 0       | 0       | 0       | 0       | 0       | 0            | 0            | 0            | 0            | 0            | 0            | 1      | 1      | 0      | 0      | 3      | 2      | +1  |
| Totale                  | 76    | 17      | 12      | 1       | 4       | 34      | 15      | 17           | 11           | 6            | 0            | 31           | 9            | 40     | 28     | 7      | 5      | 77     | 31     | +46 |

### Andamento in campionato
| Giornata  | 1 | 2 | 3 | 4 | 5 | 6 | 7 | 8 | 9 | 10 | 11 | 12 | 13 | 14 | 15 | 16 | 17 | 18 | 19 | 20 | 21 | 22 | 23 | 24 | 25 | 26 | 27 | 28 | 29 | 30 | 31 | 32 | 33 |   |
| --------- | - | - | - | - | - | - | - | - | - | -- | -- | -- | -- | -- | -- | -- | -- | -- | -- | -- | -- | -- | -- | -- | -- | -- | -- | -- | -- | -- | -- | -- | -- | - |
| Luogo     | T | C | T | T | T | C | T | C | C | T  | C  | T  | C  | T  | C  | T  | C  | C  | T  | C  | C  | C  | T  | C  | T  | T  | C  | T  | C  | T  | C  | T  | C  | T |
| Risultato | V | V | V | P | V | V | N | P | V | N  | V  | V  | V  | N  | V  | V  | V  | N  | N  | V  | V  | V  | V  | P  | V  | V  | P  | V  | V  | V  | V  | V  | N  | N |
| Posizione | 7 | 1 | 1 | 3 | 1 | 3 | 1 | 9 | 9 | 9  | 6  | 4  | 1  | 2  | 2  | 1  | 1  | 1  | 1  | 1  | 1  | 1  | 1  | 1  | 1  | 1  | 1  | 1  | 1  | 1  | 1  | 1  | 1  | 1 |

Legenda:

Luogo: C = Casa; T = Trasferta. Risultato: V = Vittoria; N = Pareggio; P = Sconfitta.

### Statistiche dei giocatori
Sono in corsivo i calciatori che hanno lasciato la società a stagione in corso.
| Giocatore     | Egyptian Premier League | Egyptian Premier League | Egyptian Premier League | Egyptian Premier League | Egypt Cup | Egypt Cup | Egypt Cup   | Egypt Cup  | Totale   | Totale | Totale      | Totale     |
| Giocatore     | Presenze                | Reti                    | Ammonizioni             | Espulsioni              | Presenze  | Reti      | Ammonizioni | Espulsioni | Presenze | Reti   | Ammonizioni | Espulsioni |
| ------------- | ----------------------- | ----------------------- | ----------------------- | ----------------------- | --------- | --------- | ----------- | ---------- | -------- | ------ | ----------- | ---------- |
| A. Abdelzaher | 2                       | 0                       | 0                       | 0                       | 0         | 0         | 0           | 0          | 2        | 0      | 0           | 0          |
| A. Adel       | 8                       | 0                       | 1                       | 0                       | 0         | 0         | 0           | 0          | 8        | 0      | 1           | 0          |
| B. Ali        | 2                       | 0                       | 0                       | 0                       | 0         | 0         | 0           | 0          | 2        | 0      | 0           | 0          |
| J. Antwi      | 16                      | 2                       | 0                       | 0                       | 0         | 0         | 0           | 0          | 16       | 2      | 0           | 0          |
| H. Ashour     | 26                      | 0                       | 8                       | 0                       | 0         | 0         | 0           | 0          | 26       | 0      | 8           | 0          |
| M. Awad       | 1                       | 0                       | 0                       | 0                       | 0         | 0         | 0           | 0          | 1        | 0      | 0           | 0          |
| K. Bambo      | 0                       | 0                       | 0                       | 0                       | 0         | 0         | 0           | 0          | 0        | 0      | 0           | 0          |
| S. Ekramy     | 26                      | 0                       | 0                       | 0                       | 0         | 0         | 0           | 0          | 26       | 0      | 0           | 0          |
| A. El-Sheikh  | 5                       | 0                       | 0                       | 0                       | 0         | 0         | 0           | 0          | 5        | 0      | 0           | 0          |
| M. Evouna     | 24                      | 12                      | 0                       | 0                       | 0         | 0         | 0           | 0          | 24       | 12     | 0           | 0          |
| A. Fathi      | 29                      | 2                       | 3                       | 0                       | 0         | 0         | 0           | 0          | 29       | 2      | 3           | 0          |
| S. Gomaa      | 18                      | 2                       | 0                       | 1                       | 0         | 0         | 0           | 0          | 18       | 2      | 0           | 1          |
| A. Gamal      | 19                      | 4                       | 2                       | 0                       | 0         | 0         | 0           | 0          | 19       | 4      | 2           | 0          |
| H. Ghaly      | 30                      | 2                       | 3                       | 0                       | 0         | 0         | 0           | 0          | 30       | 2      | 3           | 0          |
| A. Hamdi      | 6                       | 0                       | 0                       | 0                       | 0         | 0         | 0           | 0          | 6        | 0      | 0           | 0          |
| M. Hamdi      | 0                       | 0                       | 0                       | 0                       | 0         | 0         | 0           | 0          | 0        | 0      | 0           | 0          |
| M. Hany       | 15                      | 0                       | 3                       | 0                       | 0         | 0         | 0           | 0          | 15       | 0      | 3           | 0          |
| S. Hazem      | 0                       | 0                       | 0                       | 0                       | 0         | 0         | 0           | 0          | 0        | 0      | 0           | 0          |
| A. Hegazy     | 29                      | 0                       | 5                       | 0                       | 0         | 0         | 0           | 0          | 29       | 0      | 5           | 0          |
| A. Khairy     | 0                       | 0                       | 0                       | 0                       | 0         | 0         | 0           | 0          | 0        | 0      | 0           | 0          |
| E. Meteb      | 9                       | 3                       | 0                       | 0                       | 0         | 0         | 0           | 0          | 9        | 3      | 0           | 0          |
| M. Naguib     | 8                       | 0                       | 3                       | 0                       | 0         | 0         | 0           | 0          | 8        | 0      | 3           | 0          |
| R. Rabia      | 13                      | 2                       | 2                       | 0                       | 0         | 0         | 0           | 0          | 13       | 2      | 2           | 0          |
| S. Rahil      | 18                      | 0                       | 2                       | 0                       | 0         | 0         | 0           | 0          | 18       | 0      | 2           | 0          |
| A. Said       | 21                      | 7                       | 2                       | 0                       | 0         | 0         | 0           | 0          | 21       | 7      | 2           | 0          |
| S. Samir      | 2                       | 0                       | 0                       | 0                       | 0         | 0         | 0           | 0          | 2        | 0      | 0           | 0          |
| H. Sayed      | 5                       | 0                       | 0                       | 0                       | 0         | 0         | 0           | 0          | 5        | 0      | 0           | 0          |
| R. Sobhy      | 18                      | 3                       | 2                       | 0                       | 0         | 0         | 0           | 0          | 18       | 3      | 2           | 0          |
| A. Soleya     | 2                       | 0                       | 0                       | 0                       | 0         | 0         | 0           | 0          | 2        | 0      | 0           | 0          |
| W. Soliman    | 12                      | 0                       | 2                       | 0                       | 0         | 0         | 0           | 0          | 12       | 0      | 2           | 0          |
| M. Zakaria    | 19                      | 5                       | 2                       | 0                       | 0         | 0         | 0           | 0          | 19       | 5      | 2           | 0          |